# Kongsberg idrettspark
Het Kongsberg idrettspark  is een ijsbaan in Kongsberg in de provincie Viken in het zuiden van Noorwegen. De openlucht-natuurijsbaan is geopend in 1956 en ligt op 173 meter boven zeeniveau. De belangrijkste wedstrijd die er is gereden is het Europees kampioenschap allround van 1988 voor vrouwen.
De ijsbaan is onderdeel van de omnisportvereniging Kongsberg Idrettsforening (KIF) die naast schaatsen onder meer aan ijshockey, atletiek, voetbal, wielrennen, snowboarden, alpineskiën en turnen doet.

## Grote kampioenschappen
Internationale kampioenschappen
- 1988 - EK allround vrouwen

Nationale kampioenschappen
- 1973 - NK sprint mannen/vrouwen
- 1984 - NK allround mannen

## Wereldrecords
| Nr. | Discipline         | Naam         | Land   | Tijd    | Datum               |
| --- | ------------------ | ------------ | ------ | ------- | ------------------- |
| 1.  | Sprintvierkamp (m) | Hasse Börjes | Zweden | 163,300 | 11/12 december 1971 |

## Idrætsplassen Kongsberg
Het Idrætsplassen Kongsberg (Sportterrein Kongsberg) is een voormalige 400 meter ijsbaan in Jondalen, Kongsberg in de provincie Buskerud in het zuiden van Noorwegen. De openlucht-natuurijsbaan is in gebruik geweest van 1902 tot en met 1955. De ijsbaan lag op 233 meter boven zeeniveau. 
De ijsbaan lag in het gehucht Jondalen, ongeveer 12 kilometer van het dorp Kongsberg. In 1956 is ijsbaan verplaatst naar het Kongsberg idrettspark in het dorp Kongsberg. De Idrætsplassen Kongsberg heet tegenwoordig Jondalen Idrettsplass en wordt door de vereniging Jondalen IL ingezet als multifunctioneel sportterrein voor het gehucht Jondalen. Het sporttrein bevat een voetbalveld, een beachvolleybalveld, een bmx-baan, een atletiekbaantje en een rechthoekige schaatsbaan (in de zomer een gravelbaan).

### Wereldrecords
| Nr. | Discipline     | Naam         | Land             | Tijd   | Datum            |
| --- | -------------- | ------------ | ---------------- | ------ | ---------------- |
| 1.  | 1000 meter (v) | Kit Klein    | Verenigde Staten | 1.42,3 | 1 maart 1935     |
| 2.  | 5000 meter (v) | Verné Lesche | Finland          | 9.26,8 | 13 februari 1949 |